# 東北地方太平洋沖地震復興支援チャリティーマッチ がんばろうニッポン!
東北地方太平洋沖地震復興支援チャリティーマッチ がんばろうニッポン!（とうほくちほうたいへいようおきじしんふっこうしえんチャリティーマッチ がんばろうニッポン!）は、東北地方太平洋沖地震を受けて開催されたサッカーの慈善試合である。

## 開催の経緯
2011年3月11日に太平洋沿岸部で発生した、東北地方太平洋沖地震により、3月25日及び29日に予定されていたキリンチャレンジカップ・モンテネグロ戦、ニュージーランド戦2試合の開催が危ぶまれることになった。
日本サッカー協会は、地震発生後も両国との試合開催に意欲を見せていたが、被災状況の深刻化からモンテネグロ戦を中止し、3月16日にキリンチャレンジカップの開催を断念。ニュージーランドとはチャリティーマッチでの試合開催を協議するも（ニュージーランドとは、2011年に大地震の被害を受けているという共通項があった。）、福島第一原子力発電所事故の影響から 訪日を拒否されたため 国内で対戦相手を確保する必要に迫られた。
また、試合会場に国立競技場を予定していたが、東京電力管轄エリアであり、地震に伴う計画停電の実施など節電が求められていることから、余震や交通機関、電力不足の影響がない大阪府の長居スタジアムへの変更を余儀なくされた（同様に、各Jリーグクラブに対しても「東北電力ならびに東京電力管轄エリアでの慈善試合開催は不可」などの条件を通達した）。
これらの事情があって、3月17日、日本代表とJリーグ選抜の対戦（国際親善試合ではなくなったため、形式上は「練習試合」）である「東北地方太平洋沖地震復興支援チャリティーマッチ がんばろうニッポン!」の開催を発表するに至った。
翌3月18日、日本代表招集メンバーを発表。ワールドカップ予選に向けての強化を図る目的もあり、1試合を行うにあたっては、異例ともいえる26名 を招集。その中で海外のクラブに所属する選手は12名に上った。当初予定されていた国際Aマッチではないため、招集に強制力が無く 18日時点では「調整中」とされていたが、3月20日になり12名全員の参加が確定した。
3月22日には、Jリーグ TEAM AS ONEの出場メンバーを発表。6クラブから各2名、8クラブから各1名の計20名となった。選考基準は「2010Jリーグアウォーズ優秀選手の選考投票を基に、チャリティーマッチの主旨等を鑑みて選出」とされており、優秀選手賞受賞者の29名から既に日本代表に選出されている9名を除いた20名のうち7名が選出され、2010 FIFAワールドカップ日本代表が8名（2006年大会も含めると11名）を占める顔触れとなった。また、前年の最優秀監督賞を受賞したドラガン・ストイコビッチが監督を務めることになった。

## 時系列
- 3月11日
  - 東北地方太平洋沖地震が発生。
- 3月15日
  - 2010年度第11回Jリーグ理事会を開催。
- 3月16日
  - キリンチャレンジカップの中止を正式発表[5]。
  - 前日の理事会で決定された慈善試合に関する取り決めを発表[9]。
- 3月17日
  - 「東北地方太平洋沖地震復興支援チャリティーマッチ がんばろうニッポン!」の概要を発表[10]。
- 3月18日
  - Jリーグ選抜のチーム名「Jリーグ TEAM AS ONE」を発表[1]。
  - 復興支援のスローガン「チカラをひとつに。-TEAM AS ONE-」を発表[20]。
  - 日本代表メンバー26名を発表[21]。
- 3月20日
  - Jリーグ TEAM AS ONEの監督を、ドラガン・ストイコビッチが務めることを発表[19]。
  - 海外クラブ所属選手全員の参加が決定[15]。
- 3月22日
  - Jリーグ TEAM AS ONEメンバー発表[16]。
- 3月23日
  - 東北地方太平洋沖地震復興支援チャリティーマッチ がんばろうニッポン! チケット発売。
  - 担当審判員発表[22]。
- 3月25日
  - ユニフォーム決定[23]。
  - Jリーグ TEAM AS ONE 背番号決定[24]。
- 3月26日
  - 東北地方太平洋沖地震復興支援チャリティーマッチ がんばろうニッポン! チケット追加発売。
- 3月27日
  - 本試合のパブリックビューイングのチケットの発売[25]。
- 3月29日
  - 東北地方太平洋沖地震復興支援チャリティーマッチ がんばろうニッポン! 開催。
- 4月4日
  - 本試合で使用されたユニフォームなどを出品したインターネットオークション開始[26]。

## 参加選手・スタッフ
| Pos. | No.        | 選手名                 | 所属 |
| ---- | ---------- | ---------------------- | ---- |
| GK   |            |                        |      |
| 1    | 川島永嗣   | リールセSK             |      |
| 21   | 西川周作   | サンフレッチェ広島     |      |
| 23   | 東口順昭   | アルビレックス新潟     |      |
| DF   |            |                        |      |
| 2    | 伊野波雅彦 | 鹿島アントラーズ       |      |
| 3    | 岩政大樹   | 鹿島アントラーズ       |      |
| 4    | 槙野智章   | 1.FCケルン             |      |
| 5    | 長友佑都   | インテル・ミラノ       |      |
| 6    | 内田篤人   | シャルケ04             |      |
| 12   | 森脇良太   | サンフレッチェ広島     |      |
| 15   | 今野泰幸   | FC東京                 |      |
| 22   | 吉田麻也   | VVVフェンロー          |      |
| 25   | 栗原勇蔵   | 横浜F・マリノス        |      |
| MF   |            |                        |      |
| 7    | 遠藤保仁   | ガンバ大阪             |      |
| 13   | 細貝萌     | FCアウクスブルク       |      |
| 16   | 柏木陽介   | 浦和レッドダイヤモンズ |      |
| 17   | 長谷部誠   | VfLヴォルフスブルク    |      |
| 20   | 阿部勇樹   | レスター・シティFC     |      |
| 24   | 本田拓也   | 鹿島アントラーズ       |      |
| FW   |            |                        |      |
| 8    | 松井大輔   | グルノーブル・フット38 |      |
| 9    | 岡崎慎司   | VfBシュトゥットガルト  |      |
| 10   | 家長昭博   | RCDマヨルカ            |      |
| 11   | 前田遼一   | ジュビロ磐田           |      |
| 14   | 藤本淳吾   | 名古屋グランパス       |      |
| 18   | 本田圭佑   | PFC CSKAモスクワ       |      |
| 19   | 李忠成     | サンフレッチェ広島     |      |
| 26   | 乾貴士     | セレッソ大阪           |      |

| Pos. | No.                | 選手名                 | 所属 |
| ---- | ------------------ | ---------------------- | ---- |
| GK   |                    |                        |      |
| 1    | 楢﨑正剛           | 名古屋グランパス       |      |
| 12   | 川口能活           | ジュビロ磐田           |      |
| DF   |                    |                        |      |
| 3    | 茂庭照幸           | セレッソ大阪           |      |
| 4    | 田中マルクス闘莉王 | 名古屋グランパス       |      |
| 7    | 新井場徹           | 鹿島アントラーズ       |      |
| 8    | 小宮山尊信         | 川崎フロンターレ       |      |
| 22   | 中澤佑二           | 横浜F・マリノス        |      |
| MF   |                    |                        |      |
| 5    | 駒野友一           | ジュビロ磐田           |      |
| 6    | 関口訓充           | ベガルタ仙台           |      |
| 10   | 梁勇基             | ベガルタ仙台           |      |
| 14   | 中村憲剛           | 川崎フロンターレ       |      |
| 18   | 小野伸二           | 清水エスパルス         |      |
| 25   | 中村俊輔           | 横浜F・マリノス        |      |
| 40   | 小笠原満男         | 鹿島アントラーズ       |      |
| FW   |                    |                        |      |
| 9    | 佐藤寿人           | サンフレッチェ広島     |      |
| 11   | 三浦知良           | 横浜FC                 |      |
| 13   | 大久保嘉人         | ヴィッセル神戸         |      |
| 15   | 平井将生           | ガンバ大阪             |      |
| 16   | ハーフナー・マイク | ヴァンフォーレ甲府     |      |
| 24   | 原口元気           | 浦和レッドダイヤモンズ |      |

## 試合概要

### 試合展開
日本代表はアジアカップ優勝メンバーが中心となり新システムの3-4-3を採用。一方、Jリーグ TEAM AS ONEは2010 FIFAワールドカップ日本代表から6名が先発メンバーに名を連ねた。試合開始前に日本代表・長谷部誠とJリーグ TEAM AS ONE・中澤佑二による選手宣誓と被災者への鎮魂のスピーチを、またキックオフの前に選手・応援団が一体となって震災被災者への黙祷を行った。また、両チームの選手は腕に黒い喪章を巻いて試合に臨んだ。
試合は序盤、日本代表が優位にゲームを進めチャンスを作った。前半15分、本田圭佑が得たフリーキックを遠藤保仁がゴール右隅に決め日本代表が先制。遠藤に促された日本代表の選手たちは、喪章を外し、高く掲げることで哀悼の意を捧げた。さらに前半19分、本田のスルーパスに抜け出した岡崎慎司が追加点を挙げ、日本代表の2点リードで前半を折り返した。
後半に入り両チーム共に選手を大幅に入れ替えると、徐々にJリーグ TEAM AS ONEが主導権を掴んでゆく。後半37分、川口能活からのロングフィードを田中マルクス闘莉王が頭で前線に落とすと、三浦知良がこれに反応。GKとの1対1を制してJリーグ TEAM AS ONEが1点を返した。三浦は自身のゴールパフォーマンスである「カズダンス」でゲームを盛り上げ スタンドの興奮は最高潮に達した。試合はこのまま終了し、日本代表が2-1で勝利した。
試合終了後、両チームの選手、スタッフ、審判団が「がんばろうニッポン!」「To Our Friends Around the World Thank You for Your Support」と書かれたバナーを持って場内を一周した。

### 試合結果
| 2011年3月29日 19:20 日本標準時 |

| 日本代表                      | 2 – 1    | Jリーグ TEAM AS ONE |
| 遠藤保仁 15分 · 岡崎慎司 19分 | レポート | 82分 三浦知良       |

| 長居スタジアム 観客数: 40,613人 主審: 西村雄一 |

| 日本代表 | Jリーグ · TEAM AS ONE |

1. ↑  胸部に「がんばろうニッポン！サッカーファミリーのチカラをひとつに！」というロゴが入る[23]。
2. ↑  ユニフォームシャツ・ストッキングの黄色とパンツの青色は、フェアプレーマーク[36] をイメージしてのものである[23]。

| 日本代表                 |    |            |           |
|                          |    |            |           |
| GK                       | 01 | 川島永嗣   | 31分      |
| DF                       | 02 | 伊野波雅彦 | 78分      |
| DF                       | 05 | 長友佑都   | 46分      |
| DF                       | 06 | 内田篤人   | 46分      |
| DF                       | 15 | 今野泰幸   | 62分      |
| DF                       | 22 | 吉田麻也   | 46分      |
| MF                       | 07 | 遠藤保仁   | 46分      |
| MF                       | 17 | 長谷部誠   | 46分      |
| FW                       | 09 | 岡崎慎司   | 46分      |
| FW                       | 11 | 前田遼一   | 46分      |
| FW                       | 18 | 本田圭佑   | 46分      |
| 控え                     |    |            |           |
| GK                       | 21 | 西川周作   | 31分 61分 |
| GK                       | 23 | 東口順昭   | 61分      |
| DF                       | 03 | 岩政大樹   | 62分      |
| DF                       | 04 | 槙野智章   | 46分      |
| DF                       | 12 | 森脇良太   | 78分      |
| DF                       | 25 | 栗原勇蔵   | 46分      |
| MF                       | 13 | 細貝萌     |           |
| MF                       | 16 | 柏木陽介   | 46分      |
| MF                       | 20 | 阿部勇樹   | 46分      |
| MF                       | 24 | 本田拓也   |           |
| FW                       | 08 | 松井大輔   | 46分      |
| FW                       | 10 | 家長昭博   | 72分      |
| FW                       | 14 | 藤本淳吾   | 46分      |
| FW                       | 19 | 李忠成     | 46分      |
| FW                       | 26 | 乾貴士     | 46分 72分 |
| 監督                     |    |            |           |
| アルベルト・ザッケローニ |    |            |           |

| Jリーグ TEAM AS ONE      |    |                            |                     |      |      |
|                          |    |                            |                     |      |      |
| GK                       | 01 | 日本の旗                   | 楢﨑正剛            |      | 46分 |
| DF                       | 07 | 日本の旗                   | 新井場徹            |      |      |
| DF                       | 04 | 日本の旗                   | 田中マルクス 闘莉王 | 86分 |      |
| DF                       | 22 | 日本の旗                   | 中澤佑二            |      | 46分 |
| MF                       | 10 | 朝鮮民主主義人民共和国の旗 | 梁勇基              |      | 62分 |
| MF                       | 40 | 日本の旗                   | 小笠原満男          |      | 46分 |
| MF                       | 14 | 日本の旗                   | 中村憲剛            |      | 62分 |
| MF                       | 18 | 日本の旗                   | 小野伸二            |      | 62分 |
| MF                       | 05 | 日本の旗                   | 駒野友一            |      | 62分 |
| FW                       | 13 | 日本の旗                   | 大久保嘉人          |      | 46分 |
| FW                       | 09 | 日本の旗                   | 佐藤寿人            |      | 62分 |
| 控え                     |    |                            |                     |      |      |
| GK                       | 12 | 日本の旗                   | 川口能活            |      | 46分 |
| DF                       | 08 | 日本の旗                   | 小宮山尊信          |      | 62分 |
| DF                       | 03 | 日本の旗                   | 茂庭照幸            |      | 46分 |
| MF                       | 06 | 日本の旗                   | 関口訓充            |      | 62分 |
| MF                       | 25 | 日本の旗                   | 中村俊輔            |      | 46分 |
| FW                       | 24 | 日本の旗                   | 原口元気            |      | 46分 |
| FW                       | 16 | 日本の旗                   | ハーフナー・ マイク | 63分 | 62分 |
| FW                       | 15 | 日本の旗                   | 平井将生            |      | 62分 |
| FW                       | 11 | 日本の旗                   | 三浦知良            |      | 62分 |
| 監督                     |    |                            |                     |      |      |
| ドラガン・ストイコビッチ |    |                            |                     |      |      |

| 副審 相樂亨 鄭解相 第4の審判 平間亮 (宮城県サッカー協会公認審判員) |

### 放送
テレビ
- 日本テレビ系列（讀賣テレビ放送協力）にて全国中継され[37]、視聴率は関東地区で平均22.5%、最高26.5%を記録し、仙台地区では平均25.4%、最高30.1%を記録した[38]。
- また、海外でもユーロスポーツ、アルジャジーラ、バンデランテス、FOXラテンアメリカなど、150ヶ国以上での生中継、en:Astro (Malaysian satellite television)での録画中継がなされており、放映権料は全て義捐金となる[37][39]。

ラジオ
- ニッポン放送（製作基幹局）、ラジオ関西、radikoにて中継された[37]。また、ニッポン放送の音声協力により仙台市のコミュニティFM3局（FMたいはく、FMいずみ、ラジオ3）など東北地方の一部コミュニティFMでも中継。

### その他
- パブリックビューイングを長居スタジアムに隣接するキンチョウスタジアムにて開催[25] 他、西日本のティ・ジョイ8会場でも実施[40]。
- バックスタンド最前列に掲げられたリボンビジョン（電光掲示板式看板）には「がんばろうニッポン!!○○（市区町村<今回の震災の被災地の市区町村>）とともにチカラを一つに」と書かれた表示がなされている。
- 大阪市は、使用料を払うと義援金が少なくなるという理由から長居スタジアムの使用料を免除とし、キンチョウスタジアムのパブリックビューイングの使用料も無料となった。また、国歌斉唱を務めた倉木麻衣や日本代表選手、Jリーグ選抜の選手、審判団も無償での参加であった[39][41]。
- 本試合で使用された選手のユニフォームや、出場選手たちが持ち寄ったスパイクなどもインターネットオークションに出品され義援金の一助となった[26]。落札総額は4422万7162円[42]。三浦知良がゴールを決めたスパイクは777万8777円で落札された[43]。
- 2014年3月5日、キリンチャレンジカップ・ニュージーランド代表戦を開催。上記にある2011年に断念した試合を改めて行い、試合収益の一部を義捐金として拠出[44]。

### 収益金など
本試合開催による収益は1億1349万8492円。また、3月26日から練習の合間などに行われていた募金活動で2231万7199円、物販の収益で3389万1485円が寄せられ、合計1億6970万7176円の義援金が集まった。
試合の収益のうち5000万円は急遽創設された「サッカーファミリー復興支援金」に充てられたため、1億1970万7176円が日本赤十字社に寄付された。

## Jリーグクラブの慈善試合
チカラをひとつに。-TEAM AS ONE- 東北地方太平洋沖地震復興支援チャリティマッチ
| 2011年3月26日 12:00 |

| ガイナーレ鳥取                  | 2 - 4            | サンフレッチェ広島                                    |
| 尾崎瑛一郎 57分 · 梅田直哉 59分 | レポート (1 2 3) | 49分 水本裕貴 · 50分, 60分 髙萩洋次郎 · 63分 佐藤寿人 |

| とりぎんバードスタジアム, 鳥取市 観客数: 2,141人 主審: 村上伸次 |

東北地方太平洋沖地震復興支援2011Jリーグチャリティーマッチ
| 2011年3月26日 14:00 |

| 京都サンガF.C. | 0 - 2            | セレッソ大阪                              |
|                | レポート (1 2 3) | 83分 高橋大輔 · 88分 ホドリゴ・ピンパォン |

| 京都市西京極競技場, 京都市 観客数: 5,421人 主審: 柏原丈二 |

東北地方太平洋沖地震チャリティーマッチ 〜LET'S SUPPORT OUR FRIENDS 今こそ仲間のために行動しよう!〜
| 2011年3月27日 13:00 |

| ガンバ大阪                     | 2 - 2            | ヴィッセル神戸               |
| 佐々木勇人 3分 · 川西翔太 29分 | レポート (1 2 3) | 4分 小川慶治朗 · 76分 都倉賢 |

| 万博記念競技場, 吹田市 観客数: 14,693人 主審: 松尾一 |

東北地方太平洋沖地震慈善試合 〜チカラをひとつに。-TEAM AS ONE-〜
| 2011年3月27日 13:00 |

| ギラヴァンツ北九州 | 1 - 2          | サガン鳥栖                    |
| 森村昂太 56分      | レポート (1 2) | 45分 永田亮太 · 61分 早坂良太 |

| 北九州市立本城陸上競技場, 北九州市 観客数: 3,606人 |

チカラをひとつに。-TEAM AS ONE- 2011Jリーグ 東北地方太平洋沖地震災害復興支援チャリティーマッチ
| 2011年4月2日 12:00 |

| アビスパ福岡                                | 3 - 2          | サガン鳥栖                    |
| 城後寿 27分 · 中町公祐 55分 · 岡本英也 79分 | レポート (1 2) | 14分 藤田直之 · 54分 早坂良太 |

| レベルファイブスタジアム, 福岡市 観客数: 3,029人 |

チカラをひとつに。-TEAM AS ONE- 東日本大震災復興支援 中四国J2クラブ合同チャリティーマッチ
| 2011年4月2日 12:00 |

| 愛媛FC | 0 - 0          | ファジアーノ岡山 |
|        | レポート (1 2) |                  |

| ニンジニアスタジアム, 松山市 観客数: 2,303人 主審: 池内明彦 |

| 2011年4月2日 14:30 |

| ガイナーレ鳥取  | 1 - 2              | 徳島ヴォルティス             |
| 小井手翔太 40分 | レポート (1 2 3 4) | 6分 徳重隆明 · 38分 エリゼウ |

| ニンジニアスタジアム, 松山市 観客数: 2,303人 主審: 岡宏道 |

東北地方太平洋沖地震復興支援チャリティーマッチ
| 2011年4月3日 14:00 |

| FC東京                                              | 4 - 0            | 松本山雅FC |
| 上里一将 30分 · 谷澤達也 75分 · 鈴木達也 86分, 87分 | レポート (1 2 3) |            |

| アルウィン, 松本市 観客数: 10,098人 主審: 篠藤巧 |

東日本大震災復興支援チャリティーマッチ 〜静岡からチカラを〜
| 2011年4月9日 13:00 |

| 清水エスパルス | 1 - 1          | ジュビロ磐田  |
| 平岡康裕 45分  | レポート (1 2) | 46分 山崎亮平 |

| アウトソーシングスタジアム日本平, 静岡市 観客数: 5,590人 主審: 村上伸次 |

チカラをひとつに。-TEAM AS ONE- 東北地方太平洋沖地震復興支援チャリティーマッチ
| 2011年4月9日 14:00 |

| サンフレッチェ広島                          | 3 - 2          | ヴィッセル神戸                 |
| ミキッチ 41分 · 李忠成 45分 · トミッチ 79分 | レポート (1 2) | 4分 大久保嘉人 · 86分 森岡亮太 |

| 広島ビッグアーチ, 広島市 観客数: 4,397人 主審: 吉田寿光 |

チカラをひとつに。-TEAM AS ONE- 東北地方太平洋沖地震復興支援チャリティーマッチ
| 2011年4月17日 14:00 |

| カターレ富山 | 0 - 0          | アルビレックス新潟 |
|              | レポート (1 2) |                    |

| 富山県総合運動公園陸上競技場, 富山市 観客数: 4,937人 |

※有料試合のみ掲載。上記以外のクラブもトレーニングマッチの試合会場に募金箱を設置して来場を呼びかけるなどしている。